# الأمالی (صدوق)
کتاب الأمالی نوشته شیخ صدوق است. شیخ صدوق این کتاب را در مدت سیزده ماه (از ۱۸ رجب ۳۶۷ تا ۱۸ شعبان ۳۶۸ قمری) تدوین کرد.

## محتوا
امالی شامل ۹۷ مجلس سخنرانی شیخ صدوق است. محتوای کتاب بیشتر شامل مطالب اخلاقی و تاریخی و نقل فضائل خاندان پیامبر اسلام است.